# Mühldorf am Inn
Mühldorf am Inn est une ville de Bavière (Allemagne), le chef-lieu de l'arrondissement de Mühldorf am Inn, dans le district de Haute-Bavière. Située sur les rives de l'Inn à mi-chemin entre Munich et Passau, elle a été pendant des siècles une exclave de l'archevêché de Salzbourg et une place commerçante importante.

## Jumelages
La ville de Mühldorf am Inn est jumelée avec :
- Héraklion (Grèce) depuis le 19 aout 2004 ;
- Cegléd (Hongrie) depuis le 19 juin 2005.

## Personnalités liées à la ville
- Peter Ostermayr (1882-1967), producteur de films ;
- Gustav Lombard (1895-1992), général mort à Mühldorf am Inn ;
- Georg Meier (1910-1999), pilote auto et moto ;
- Christoph Seitz (1914-1985), homme politique mort à Mühldorf am Inn ;
- Michael Schmid (né en 1945), architecte et homme politique ;
- Ferdinand Tille (né en 1988), joueur de volley-ball ;
- Jonas Folger (né en 1993), pilote de vitesse moto.